# Teatro Parioli Peppino De Filippo

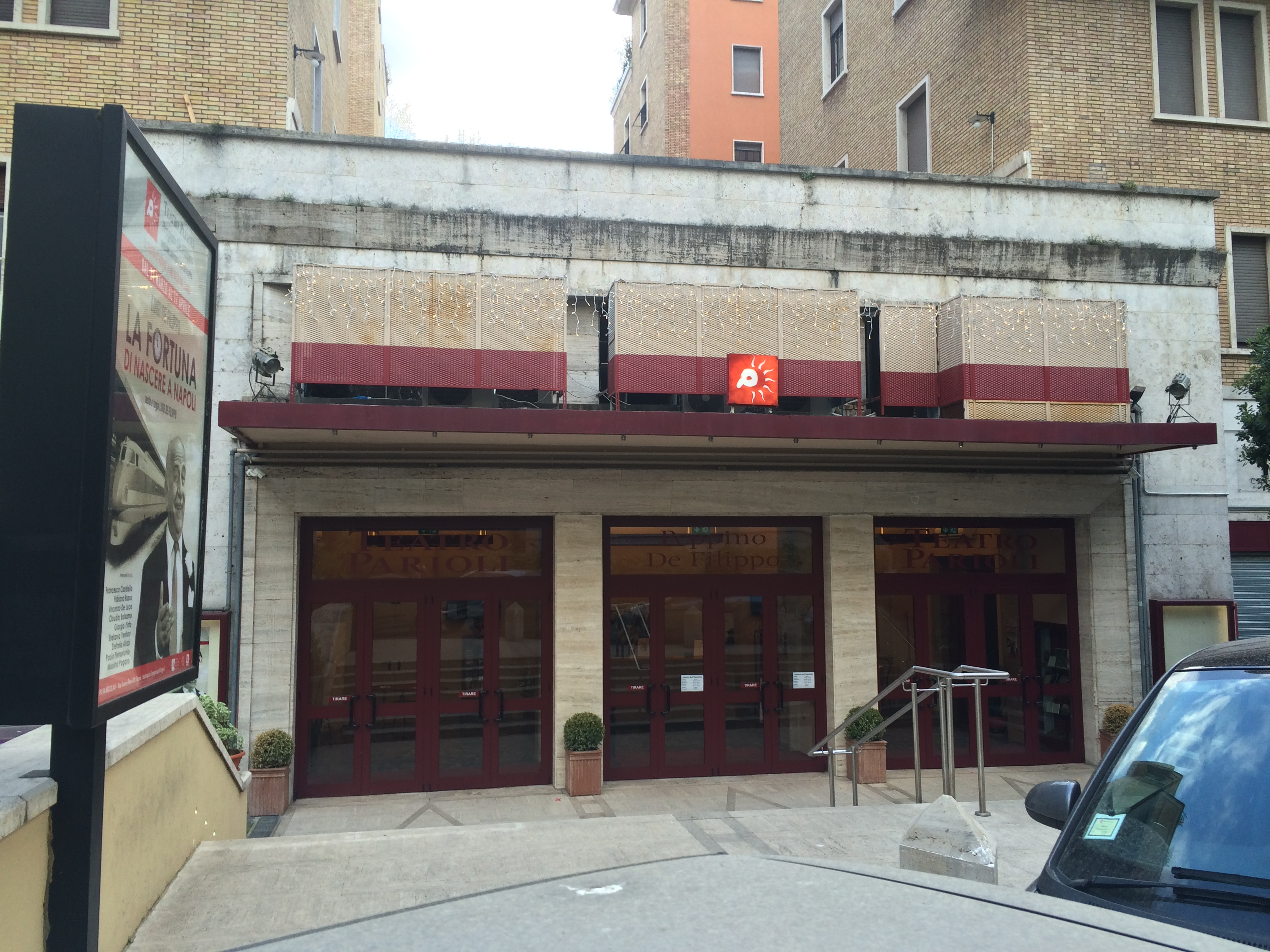
Ingången till Teatro Parioli Peppino De Filippo på Via Giosuè Borsi 20

Teatro Parioli Peppino De Filippo, ursprungligen Teatro Parioli, är en teater i stadsdelen Parioli i Rom som Luigi De Filippo drev från 2011 till sin död 2018. Teatern byggdes 1938 som en biograf men ombyggdes till teater 1958. Förutom vanlig teater har scenen även använts för ett antal inspelningar av TV-program. De Filippo tog över teatern 2011 då den hotades av rivning för att ge plats åt ett snabbköp eller ett parkeringshus. De Filippo gav teatern ett nytt namn till minne av sin far Peppino De Filippo.